# ROLLING MY WAY -2011年9月30日 at Zepp Sendai-
ROLLING MY WAY -2011年9月30日 at Zepp Sendai-（ローリング・マイ・ウェイ・ニセンジュウイチネン・クガツ・サンジュウニチ・アット・ゼップ・センダイ）は、日本の歌手清木場俊介の通算4枚目となるライブ・アルバム。2011年12月7日発売。

## 概要
- 4年ぶりのライブハウスツアーとなった、清木場俊介 LIVE HOUSE TOUR 2011 「ROLLING MY WAY」でのZepp Sendai公演を収録。
- Windows Media PlayerにこのCDを取り込む際、曲順やタイトルが誤って表示されるというケースが報告されている。また曲名の後ろに [Live] というディスクリプターが付いて表示されるケースも報告されている[1]。

## 収録曲

### DISC1
1. ランナーズハイ
2. さよなら愛しい人よ…
3. 唄い人
4. 五日間……バックレよう
5. キャップアップ
6. 爾来 〜10年後のボク等〜
7. 愛NEED YOUR LOVE
8. Baby
9. ハイドロップス アンド ハイタイムス
10. 変わらないコト

### DISC2
1. 魔法の言葉
2. FLASHBACK
3. 祭りの後
4. FAKE
5. GO! WAY!
6. 僕らの絆 〜仲間への手紙〜
7. LONG MY WAY
8. JET
9. 生きる証
10. 人間じゃろうが!
11. -ending-
12. 僕らの絆 〜仲間からの返事〜